# Tapiena pentagona
Tapiena pentagona är en insektsart som beskrevs av Heinrich Hugo Karny 1923. Tapiena pentagona ingår i släktet Tapiena och familjen vårtbitare. Inga underarter finns listade i Catalogue of Life.